# Henrik König
Henrik König, né le 11 mars 1686 à Stockholm, en Suède, mort dans cette ville dans la nuit du 24 au 25 septembre 1736, est un marchand suédois et premier directeur de la Compagnie suédoise des Indes orientales.

## Biographie
Henrik König est le fils de Henrik König (1642-1720), longtemps commissaire suédois à Hambourg et anobli en 1714. 
Il commence très tôt à aider son père qui, pendant son enfance, est un marchand à Stockholm. König joue un rôle de premier plan dans la création de la Compagnie suédoise des Indes orientales. Par le biais de diverses soumissions en 1729-1730, il prend l'initiative officielle de la création de la Compagnie et, après l'octroi de la Charte en 1731, même si les véritables fondateurs sont les marchands Colin Campbell (1686-1757), Niclas Sahlgren (1701-1776) et Charles Irvine (1693-1771),. Il en devient le premier directeur. Il conserve cette fonction jusqu'à son décès en 1736. En dehors de ses activités au sein de la société, König apparaît également sous son propre nom comme l'un des exportateurs et importateurs de taille moyenne à Stockholm dans les années 1730.
Il est le père de Henrik König (1717-1785), qui sera surintendant de plusieurs navires de la Compagnie des Indes orientales.

## Sources
- (sv) « Henrik König », Svenska män och kvinnor,‎ 1948 (lire en ligne)